# Municipio de Sprigg
El municipio de Sprigg (en inglés: Sprigg Township) es un municipio ubicado en el condado de Adams en el estado estadounidense de Ohio. En el año 2010 tenía una población de 1867 habitantes y una densidad poblacional de 16,22 personas por km².

## Geografía
El municipio de Sprigg se encuentra ubicado en las coordenadas 38°42′22″N 83°38′56″O / 38.70611, -83.64889. Según la Oficina del Censo de los Estados Unidos, el municipio tiene una superficie total de 115.12 km², de la cual 114,86 km² corresponden a tierra firme y (0,23 %) 0,26 km² es agua.

## Demografía
Según el censo de 2010, había 1867 personas residiendo en el municipio de Sprigg. La densidad de población era de 16,22 hab./km². De los 1867 habitantes, el municipio de Sprigg estaba compuesto por el 98,66 % blancos, el 0,11 % eran afroamericanos, el 0,37 % eran amerindios, el 0,05 % eran asiáticos, el 0,16 % eran de otras razas y el 0,64 % eran de una mezcla de razas. Del total de la población el 0,37 % eran hispanos o latinos de cualquier raza.